# البطولة الوطنية المجرية 1947–48
البطولة الوطنية المجرية 1947–48 (بالمجرية: 1947–1948-as magyar labdarúgó-bajnokság)‏ هو الموسم 45 من  البطولة الوطنية المجرية. أشرف على تنظيمه اتحاد المجر لكرة القدم، وكان عدد الأندية المشاركة فيه  17، وفاز فيه نادي سيبيل ‏.